# Дубовая (Пермский край)
Дубовая — деревня в Пермском крае России. Входит в Чайковский городской округ. 

## География
Расположена на реке Сигиляш (приток реки Сайгатка), примерно в 3,5 км к востоку от посёлка Марковского и 15,5 км к югу от города Чайковского.

## Население
| 2010 |
| ---- |
| 77   |

## История
С 2004 до 2018 гг. деревня входила в Марковское сельское поселение Чайковского муниципального района.

## Улицы
В деревне имеются улицы:
- Ветеранов ул.
- Газовиков ул.
- Заречная ул.
- Лесная ул.
- Луговая ул.
- Нефтяников ул.
- Новая ул.
- Солнечная ул.
- Сосновая ул.
- Транспортников ул.
- Фермеров ул.

## Топографические карты
- Лист карты O-40-121. Масштаб: 1 : 100 000. Состояние местности на 1982 год. Издание 1983 г.